# Kelsey Robinson
Kelsey Marie Robinson, coniugata Cook (Elmhurst, 25 giugno 1992), è una pallavolista statunitense, schiacciatrice della LOVB Atlanta.

## Biografia
Nel 2021 sposa l'ex pallavolista Brian Cook.

## Carriera

### Club
La carriera di Kelsey Robinson inizia la squadra scolastica della St. Francis HS. Gioca poi a livello universitario per tre anni con la Tennessee, disputando la NCAA Division I dal 2010 al 2012, per poi trasferirsi per il suo senior year alla Nebraska nella stagione 2013.
Nella stagione 2014-15 firma il suo primo contratto professionistico, andando a giocare nella Chinese Volleyball League col Beijing; al termine degli impegni in Cina, viene ingaggiata a stagione in corso dalle Leonas de Ponce, nella Liga de Voleibol Superior Femenino. Nella stagione seguente si trasferisce all'Imoco di Conegliano, nella Serie A1 italiana, aggiudicandosi lo scudetto e vincendo anche il premio come miglior giocatrice.
Per il campionato 2016-17 è nuovamente nella squadra di Pechino, per poi tornare al club di Conegliano con cui conclude la stagione, vincendo la Coppa Italia. Nel campionato seguente approda nella Sultanlar Ligi turca, ingaggiata dal VakıfBank, con cui vince una Supercoppa turca, una Coppa di Turchia, una Champions League, due scudetti e un campionato mondiale per club.
Nella stagione 2019-20 è ancora nella massima divisione turca, ma col Fenerbahçe, mentre nella stagione seguente torna a giocare nella Chinese Volleyball Super League, vestendo la maglia del Guangdong; al termine degli impegni con la compagine asiatica, torna a difendere i colori del Fenerbahçe.
Si trasferisce quindi in Giappone per il campionato 2021-22, partecipando alla V.League Division 1 con le Toyota Queenseis, mentre nel campionato seguente torna a indossare la casacca dell'Imoco, conquistando due Supercoppe italiana, un campionato mondiale per club, due Coppe Italia, due scudetti e una Champions League.
Torna poi in patria per partecipare alla prima edizione della League One Volleyball con la LOVB Atlanta, venendo premiata come miglior giocatrice della regular season e inserita nella prima squadra delle LOVB Icons.

### Nazionale
Nell'estate del 2014 debutta nella nazionale statunitense in occasione del Montreux Volley Masters, torneo nel quale vince la medaglia d'argento, per poi vincere l'oro al campionato mondiale. Un anno dopo vince la medaglia d'oro al World Grand Prix, dove viene premiata come miglior schiacciatrice, quella di bronzo alla Coppa del Mondo e un altro oro al campionato nordamericano 2015.
Nel 2016 conquista la medaglia d'argento al World Grand Prix e quella di bronzo ai Giochi della XXXI Olimpiade di Rio de Janeiro. In seguito vince la medaglia d'oro alla Volleyball Nations League 2018, bissata anche nell'edizione 2019. Sempre nel 2019 vince la medaglia d'argento alla Coppa del Mondo, venendo premiata come miglior schiacciatrice, e al campionato nordamericano.
Nel 2021 conquista la medaglia d'oro alla Volleyball Nations League e ai Giochi della XXXII Olimpiade di Tokyo, mentre nel 2023 arriva l'argento al campionato nordamericano. Nel 2024 mette al collo la medaglia d'argento ai Giochi della XXXIII Olimpiade.

## Palmarès

### Club
- Campionato italiano: 3

2015-16, 2022-23, 2023-24
- Campionato turco: 2

2017-18, 2018-19
- Coppa Italia: 3

2016-17, 2022-23, 2023-24
- Coppa di Turchia: 1

2017-18
- Supercoppa turca: 1

2017
- Supercoppa italiana: 2

2022, 2023
- Campionato mondiale per club: 2

2018, 2022
- Champions League: 2

2017-18, 2023-24

### Nazionale (competizioni minori)
- Montreux Volley Masters 2014

### Premi individuali
- 2011 - All-America Second Team
- 2013 - All-America First Team
- 2013 - NCAA Division I: Lincoln Regional All-Tournament Team
- 2015 - World Grand Prix: Miglior schiacciatrice
- 2016 - Serie A1: MVP
- 2016 - Qualificazioni ai Giochi della XXXI Olimpiade: Miglior ricevitrice
- 2017 - Champions League: Miglior schiacciatrice
- 2019 - Coppa del Mondo: Miglior schiacciatrice
- 2022 - Campionato mondiale per club: Miglior schiacciatrice
- 2025 - League One Volleyball: MVP della regular season
- 2025 - League One Volleyball: LOVB Icons First Team